# 日產Note
日產Note（Nissan Nōto）是一款由日產自2004年起生產和銷售的五門掀背車。

## 第一代（2004-2013）

### Nissan Tone (2004)
日產Tone概念車是一款五門掀背車，配備智能鑰匙接近傳感器，Fusion概念車拱形車頂線，日產Qashqai飛旋鏢LED尾燈，日產Murano雙層四槽格柵，17英寸合金車輪，拉絲鋁製內飾配件，深灰色外部車身顏色，穿孔“金屬”黑色和銀色皮革內飾，淺灰色標題，主要是黑色飾邊，運動座椅，雙層玻璃帶沿屋頂長度，兩個深度設置錶盤後面三個輪輻轉向車輪，拉絲鋁製顯示屏，帶衛星導航屏和氣候控制系統，手套箱插槽，拉絲鋁製中控台兼扶手帶存儲區。

### Nissan Note (2005–2007)
零售日產Note基於日產Tone概念車的設計。
日本車型於2005年1月20日開始銷售。早期的日產Note車型包括15RX，15E，15S，15S V型封裝，15E四，15S四，15S四V型封裝。
早期的日產Note Rider車型包括15S，15S V型封裝，15S四，15S四V型封裝。
歐洲車型在2005年法蘭克福車展上亮相，隨後是2006年日內瓦車展。零售車型於2006年春季上市銷售。早期車型包括4種發動機（1.4L，1.6L汽油和2L 1.5L柴油）。
英國在3月1日推出Note，是第首個發售的市場。 該車與雷諾Modus共享部分技術，旨在對抗歐寶/沃克斯豪爾Meriva和雪鐵龍C3畢加索的競爭。 它由日產位於英國華盛頓的工廠生產，作為2006年11月在華盛頓停產的傳統中型Almera掀背車的間接繼承者。但在歐洲Almera的直接繼承者是騏達(Tiida) ; 但它尚未正式進口到英國，儘管它自2009年3月開始供貨，其型號來自愛爾蘭共和國的Arnold Clark 經銷商網絡。
日產Note曾經有三種規格，“S”，“SE”和“SVE”。基本型號配備全電動車窗，合金車輪和前霧燈或Flexi-Board啟動系統。 SE看到了15英寸合金，空調，前霧燈和Flexi-Board靴子的引入，SVE有氣候控制，後部隱私玻璃，16英寸合金和ESP。這些模型已被Visia，Acenta，Acenta R和Tekna取代。 Visia幾乎與舊的'S'型號完全相同，而Acenta，Acenta R和Tekna現在配備MP3輔助插孔和藍牙汽車音響，無需任何成本選擇。
在英國，Note有五種規格; Visia，Visia +，Acenta，Acenta S和Tekna。所有型號都配有四個安全氣囊，一個CD播放器，遠程中央門鎖，電動前窗，電動後視鏡和滑動後座。相同的裝飾水平Visia / Accenta / Tekna在歐盟大部分地區使用，但在俄羅斯/獨聯體地區日產以Comfort，Luxury和Tekna裝飾水平銷售Note。它們與歐盟裝飾相似，但在Luxury / Tekna中最多只配備兩個安全氣囊（舒適），最多四個安全氣囊。保護人體最有價值部分的窗簾根本無法使用。 2009年之前為這個市場製造的汽車具有標準OBDII診斷功能，尤其是日產禁用的軟件（只有專有的Consult III和兼容工具能夠診斷這些汽車）。

### 2007年改款/重新設計（僅限歐盟製造的車型）
2007年日產略微改頭換面。 兩個保險槓都完全塗漆。 無線電天線移動到屋頂的後部。 前照燈清洗器失去了專用按鈕，變得全自動，但日後導致過多的清潔液消耗。 更新了無線電系統。 然而，截至2007年，車輛沒有任何重大的變化。

### 2008年更新（僅限日本製造的型號）
日產Note，+ Plus導航硬盤，Note Rider，Note Rider性能規格（2008-）
日產Note的更新包括：
- 重新設計的前大燈，發動機罩，前格柵，前保險槓
- G / X系列型號的彩色/槍式金屬前格柵
- 運動系列車型上的鍍煙前格柵
- 3種新顏色（藍色綠松石泰坦珍珠金屬，霜綠色泰坦金屬，紫水晶灰色珍珠金屬）共10種顏色選擇
- 新的座椅和車門裝飾選項沙色米色，黑色，炭黑（帶紅色拼接）
- 沙米色內飾包括配色方案的變化
- 2連桿儀表（LCD里程表，帶有油耗顯示的微調行程表）作為標準配置
- 運動系列（15RX / 15RS）包括白色儀表
- 帶有紅色縫線的凹陷皮革包裹3輻方向盤（標準配置為15RX）
- 後部中央扶手，帶2個杯架（標準配置為15G，15G，15RX）
- 噴水座椅（標準15G，15G四）
- 寒地車輛包括4輪驅動作為標准設備
- 駕駛員座椅安全帶提醒器作為標準配置
- 採用HR15DE發動機和Xtronic CVT變速箱的2輪驅動車型通過了JC08型燃油消耗和排放測試

Plus navi HDD型號基於15G，15X，15G四，15X四，具有：
- 獨家硬盤導航系統（7英寸寬VGA顯示屏，觸摸屏，VICS（多FM），音樂儲存器，iPod控制，CD播放器，電子調諧AM / FM收音機，30GB硬盤）
- 綠色防紫外線擋風玻璃，頂部遮陽
- 2個後置揚聲器（標配15G，15G四）

Note Rider是日產Note的一個版本，更新包括：
- 獨家前保險槓和保險槓格柵，前格柵，側門檻保護器，後輪胎保護器
- 歐洲懸架（2WD車型）
- 獨有的15英寸鋁合金輪轂，配有175 / 60R15 81H輪胎
- 獨家命名標誌，座椅地板和車門裝飾地板，皮革包裹的3輻方向盤
- 4個發言者
- 黑色專用修整機（英鎊修整機，中心組合修整機，儀器上框）
- 富士通獨家運動消聲器（Autech選項）
- 獨家音響系統+ iPod適配器+獨家揚聲器（Autech選項）
- 4種顏色可供選擇（白珍珠（3層珍珠）（＃QX1），金剛石銀（＃KY0），暮灰色珍珠金屬（＃K21），超黑（#KH3））

Note Rider performance spec 是Nissan Note Rider 的另一個版本，更新包括：
- 發動機功率增加7 PS（5 kW; 7 hp）和0.8kg⋅m（8 N·m; 6lbf⋅ft）
- 獨家支撐塔桿（前）
- 隧道停留
- YAMAHA性能減震器（前）
- 獨家調校懸架，普利司通Potenza RE-01R 185 / 55R15 81V輪胎，Fujitsubo運動消聲器，命名標誌，汽車速度感應電動助力轉向，鋁製踏板

日本車型於2008年1月16日開始銷售。早期型號包括15X F包，15X，15G，15RS，15RX，15X FOUR F包，15X FOUR，15G四種。
歐洲車型於2008年巴黎車展亮相。 1.5升dCi發動機車型於2008年9月開始銷售，隨後於2008年10月推出1.4升汽油發動機車型。

### 2010年日產Note更新，Note aero style（僅限2010  -  2012日本製造車型）
變化包括：
- 改進發動機和Xtronic CVT
- ECO模式開關是所有2WD型號的標準配置
- 新的門飾布，聚氨酯3輻式方向盤，銀色修整器，2環白色米，低摩擦安全帶標準
- 智能空調包括高密度淨離子群離子發生器
- 15X SV的價格變更為1,298,850¥（含稅）
- 3種新的車身顏色（包括Squash Blue（珍珠金屬））共8種車身顏色
- 前格柵顏色與車身顏色相同（如果選擇亮銀色金屬色，前格柵顏色變為深金屬灰色金屬色）
- 注意aero風格是日產Note 15X SV和15X V選擇的版本：
- 航空零件或獨家鍍鉻前格柵
- 15X V選擇航空風格的標準車頂擾流板
- 可選的HDD導航系統

日本車型於2010-12-01上市銷售。

### 2010年日產Note更新（僅限歐盟製造型號）
歐洲第二次改款/重新設計的車型，在2010年底作為2011款車型上市銷售。 
至於早期車型，日產提供3種發動機（1.5升dCi渦輪增壓柴油發動機（CIS /俄羅斯不適用），1.4升65千瓦（88馬力）和1.6升81千瓦（110馬力）的選擇 汽油），10種車身顏色的選擇（金屬紅色和金屬灰色 - 添加以取代三種顏色;兩種純色和8種金屬色）。 在第二次改造時，在外部和內部進行了許多改變。 燈，保險槓，格柵和儀表板都發生了重大變化。 Nissan Connect Radio / Navi可作為高調整級別的選項。 AT軟件被調整為保持安全，而ATF不夠溫暖。 還有各種不太重要的變化。

### 2012年更新（僅限歐盟型號）
英國車型包括：
Acenta車型包括新的“鑽石切割”雙色16英寸合金輪轂，取代原來的15英寸，彩色門鏡蓋，鍍鉻前霧燈環繞
新的座椅面料，藍色拼接
氣候控制，自動大燈，雨敏雨刷成為標准設備
N-TEC型號包括黑暗的後隱私玻璃，觸摸屏'連接'衛星導航系統
N-TEC +型號包括後部停車傳感器
選擇1.4,1.6汽油和1.5dCi發動機
英國車型於2012年2月開始銷售。自2012年初至2013年E11生產結束至少在俄羅斯上市的車型/裝飾中，日產默默地排除了安全帶預緊器，沒有任何先前的注意事項。此外，安全帶預緊器列在所有經銷商的報價和合同中，而有些人發現在座椅下車時沒有安裝預緊器。後來NM俄羅斯承認日產Note 2012-2013缺乏預緊器。

## 第二代（2012-2020）

### Nissan INVITATION (2012)
第二代日產Note基於日產INVITATION概念。
車型於2012年日內瓦國際車展首次亮相。歐洲車型則在第83屆日內瓦車展上亮相。拉丁美洲車型在哥倫比亞的卡塔赫納德印第亞港揭幕。
這個概念是基於V平台的掀背車概念，旨在與日產Micra和日產Juke一起銷售。 它包括日產在車身側板上的“壁球線”，帶螺旋彈簧的獨立前麥弗遜支柱，扭力梁後軸，環視監視器（AVM）安全技術，日產安全防護系統。
它將在2013年內取代日產Livina用於其他國家的市場（中國和亞洲部分地區除外）。
2012年8月28日第二代日產Note在橫濱的Osanbashi場地亮相，隨後是日產畫廊。

### 日產 Note (DBA-E12 / NE12)
日本車型於2012年9月3日開始銷售。
早期車型包括HR12DE（S，X，X四）和 HR12DDR（S DIG-S，X DIG-S，MEDALIST）發動機，Xtronic CVT變速箱。 早期 Note Rider車型包括HR12DE（X，X FOUR）和HR12DDR（X DIG-S）發動機，Xtronic CVT變速箱。
所有國際型號的寬度尺寸都保持在1700mm以下，因此日本版本將符合日本政府尺寸規定，發動機排量保持在2000cc以下，因此日本版本將為日本買家提供小型發動機的年度道路稅減免。
香港車型於2012年9月21日上市銷售。早期型號包括帶HR12DDR發動機的DIG-S，XTRONIC CVT變速箱，ISS空轉模式。
拉丁美洲車型於2013年7月上市銷售。早期型號包括Sense（手動和CVT）和Advance（手動和CVT）。
歐洲車型於2013年夏季開始銷售，2013年秋季開始交付。早期車型包括3種發動機（1.2升80PS汽油，1.2升98PS DIG-S汽油，1.5升90PS渦輪柴油），手動或CVT變速箱，3個裝飾等級（Visia，Acenta和Tekna）。

### 生產
日產汽車的日本車型是在日產汽車九州生產的，而日產汽車的歐洲車型則是在英國和西班牙的日產歐洲技術中心（NTCE）開發的，並在日產製造英國的新特蘭生產。
Nissan Versa Note 和 拉丁美洲日產車型在墨西哥阿瓜斯卡連特斯的Nissan Mexicana SA de CV中製造。

### 日產Note Medalist
它是日產市場上日產Note的一個版本，配備HR12DDR發動機，帶有電鍍門把手，獨家前銀色格柵，獨家前置鍍金保險槓下格柵飾面，獨家MEDALIST標誌，全新設計的獨家可選15英寸鋁輪轂，獨家改裝座椅地板顏色和編織圖案，專屬霧燈獨家Beatnic Gold車身顏色，絨面革式座椅和人造皮革，鋼琴般的中央集群裝訂機和真皮包裹的方向盤。

#### 引擎

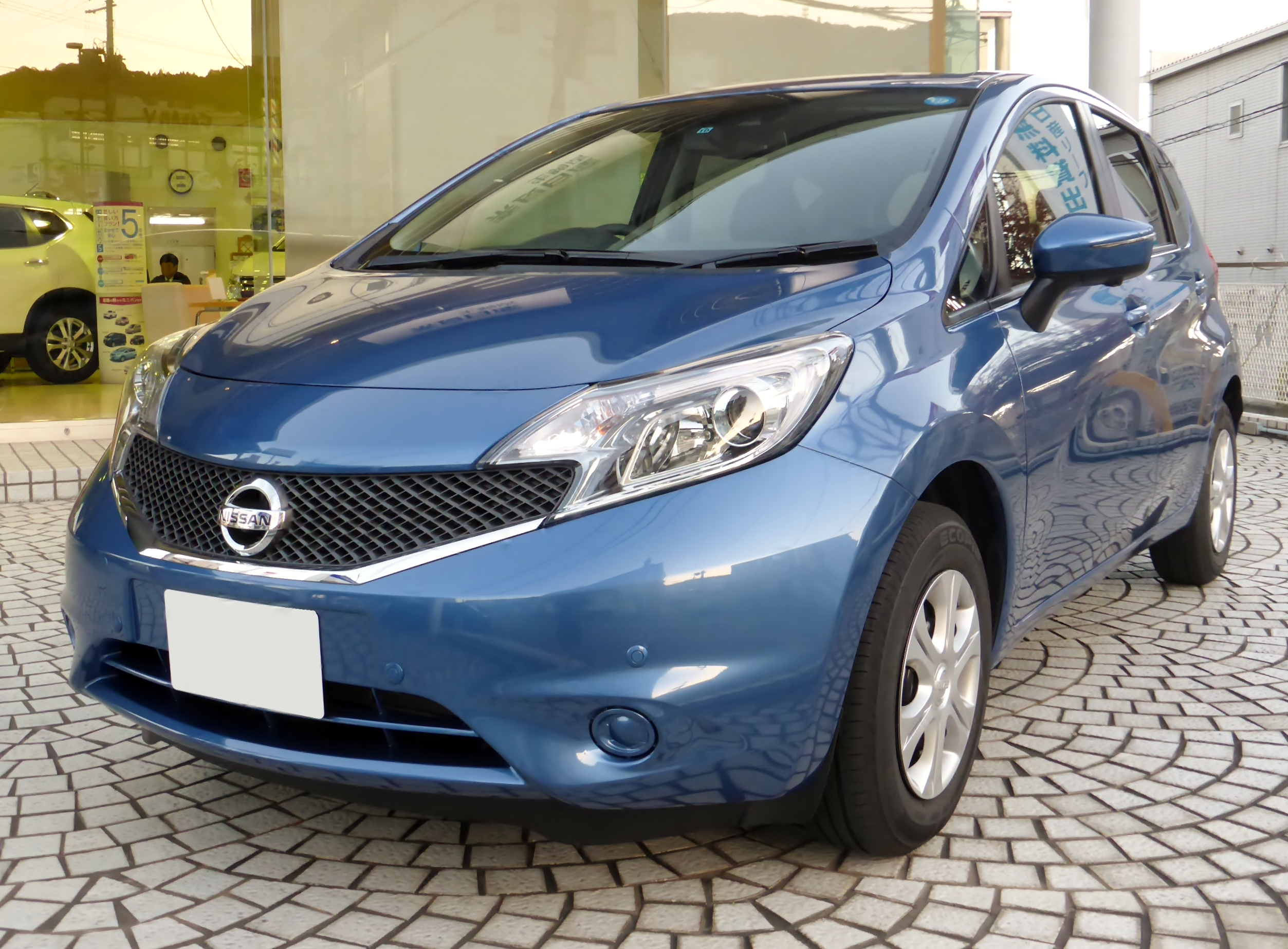

| 發動機類型                                             | 代碼    | 功率，扭矩@rpm                                                      |
| ------------------------------------------------------ | ------- | ------------------------------------------------------------------- |
| 1,198 cc（1.198 L；73.1 cu in） I3 (79PS)              | HR12DE  | 79 PS（58 kW；78 hp）@6000, 10.8 kg·m（106 N·m；78 lbf·ft）@4400    |
| 1,198 cc（1.198 L；73.1 cu in） I3 supercharged (98PS) | HR12DDR | 98 PS（72 kW；97 hp）@5600, 14.5 kg·m（142 N·m；105 lbf·ft）@4400   |
| 1,598 cc（1.598 L；97.5 cu in） I4 (111PS)             | HR16DE  | 111 PS（82 kW；109 hp）@6000, 14.8 kg·m（145 N·m；107 lbf·ft）@4400 |

### 2014年車型更新
日產Note，Note MEDALIST，Autech Note AXIS，Autech Note Rider
變化包括：
- HR12DDR和HR12DE發動機包括減少二氧化碳排放
- 增加緊急制動包（緊急制動，車道偏離警告（LDW），VDC，踏板誤用緊急輔助（可選））。
- 增加了環視監視器的運動物體檢測功能
- 超級紫外線阻擋綠色玻璃（S，S DIG-S除外）
- 標准後排中央座椅頭枕
- 冷氣候規格（帶加熱器的車門後視鏡，濃縮防凍液，後加熱器導管，PTC加熱器）

更新的車型於2013年第43屆東京車展亮相。
日本車型於2013-12-25開始銷售。 早期的日產Note車型包括S，X，X Aero Style，S DIG-S，X DIG-S，X DIG-S Aero Style，MEDALIST。 早期的Autech Note和Note Enchante型號包括X，X DIG-S，X FOUR。 

#### 引擎
| 發動機類型                                             | 代碼    | 功率，扭矩@rpm                                                    |
| ------------------------------------------------------ | ------- | ----------------------------------------------------------------- |
| 1,198 cc（1.198 L；73.1 cu in） I3 (79PS)              | HR12DE  | 79 PS（58 kW；78 hp）@6000, 10.8 kg·m（106 N·m；78 lbf·ft）@4400  |
| 1,198 cc（1.198 L；73.1 cu in） I3 supercharged (98PS) | HR12DDR | 98 PS（72 kW；97 hp）@5600, 14.5 kg·m（142 N·m；105 lbf·ft）@4400 |

2016年10月24日，雷諾 - 日產首席執行官卡洛斯·戈恩（Carlos Ghosn）在日本日產Note工廠公佈了改進型MY2017 Note車型，配備了一種名為e-Drive的特殊動力傳動系統。 它僅使用電動馬達來移動汽車，而汽油發動機則用作發電機，直接驅動電動機，或者當電力過剩時，為電池充電（類似於寶馬的REX）。

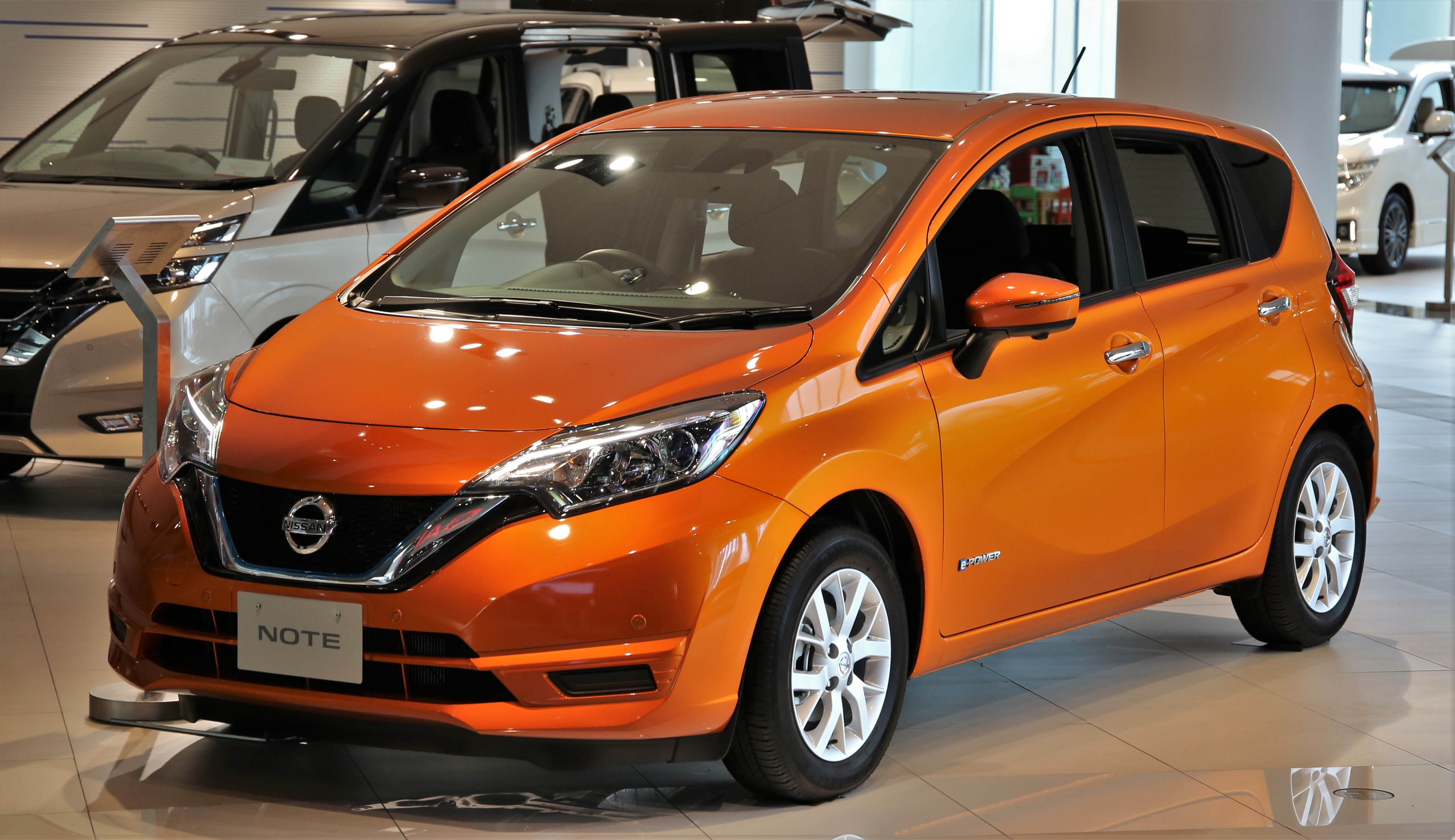
Nissan Note Facelift 2016

### 2016年車型更新 - 日產 Note Facelift
變化包括：
- 車頭改用家族式的「V-Motion」散熱器格柵
- 新設計家族式的「D」形軚盤和白邊座椅
- 新車頭大燈有「Boomerang」回力刀形設計

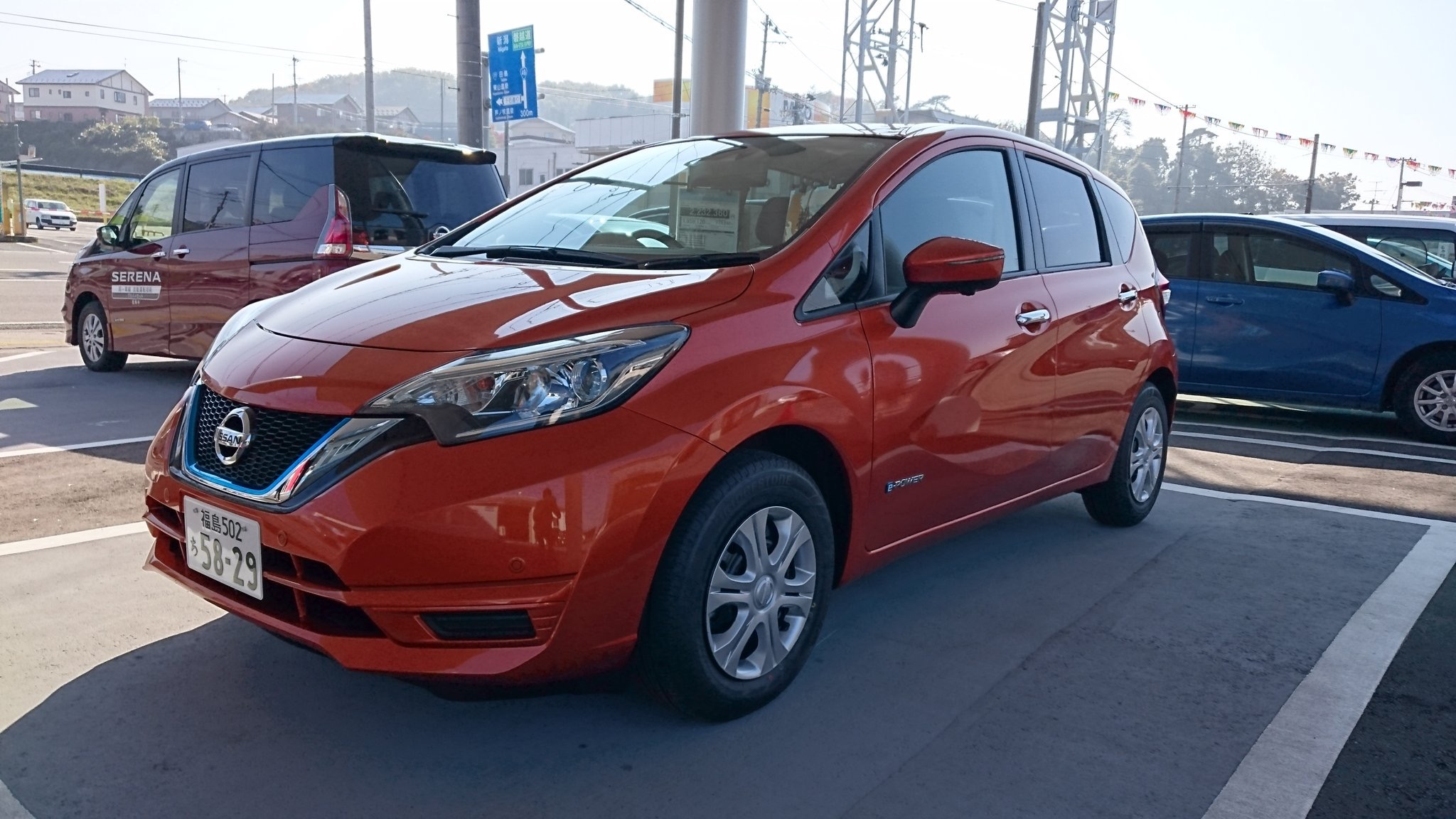
Nissan Note Facelift E-power

- 另有新設計的前後泵把及尾燈
- 增至12 款的車身顏色。

### 新車款 e-Power（僅限日本製造車型）
日產於2016年11月2日在日本推出Note e Power新型混合動力系統。
該公司的新型e-Power混合動力系統包括一個小型1.2升三缸汽油發動機（HR12DE）和一個電動牽引電動機（EM57），它與日產Leaf共用，配備一個小得多的電池（1.5 kWh）比Leaf的。
但與動力分配式混合動力車不同，它只用電動機推動車輪。 小型發動機只為電池充電。

## 第三代（2020年至今）

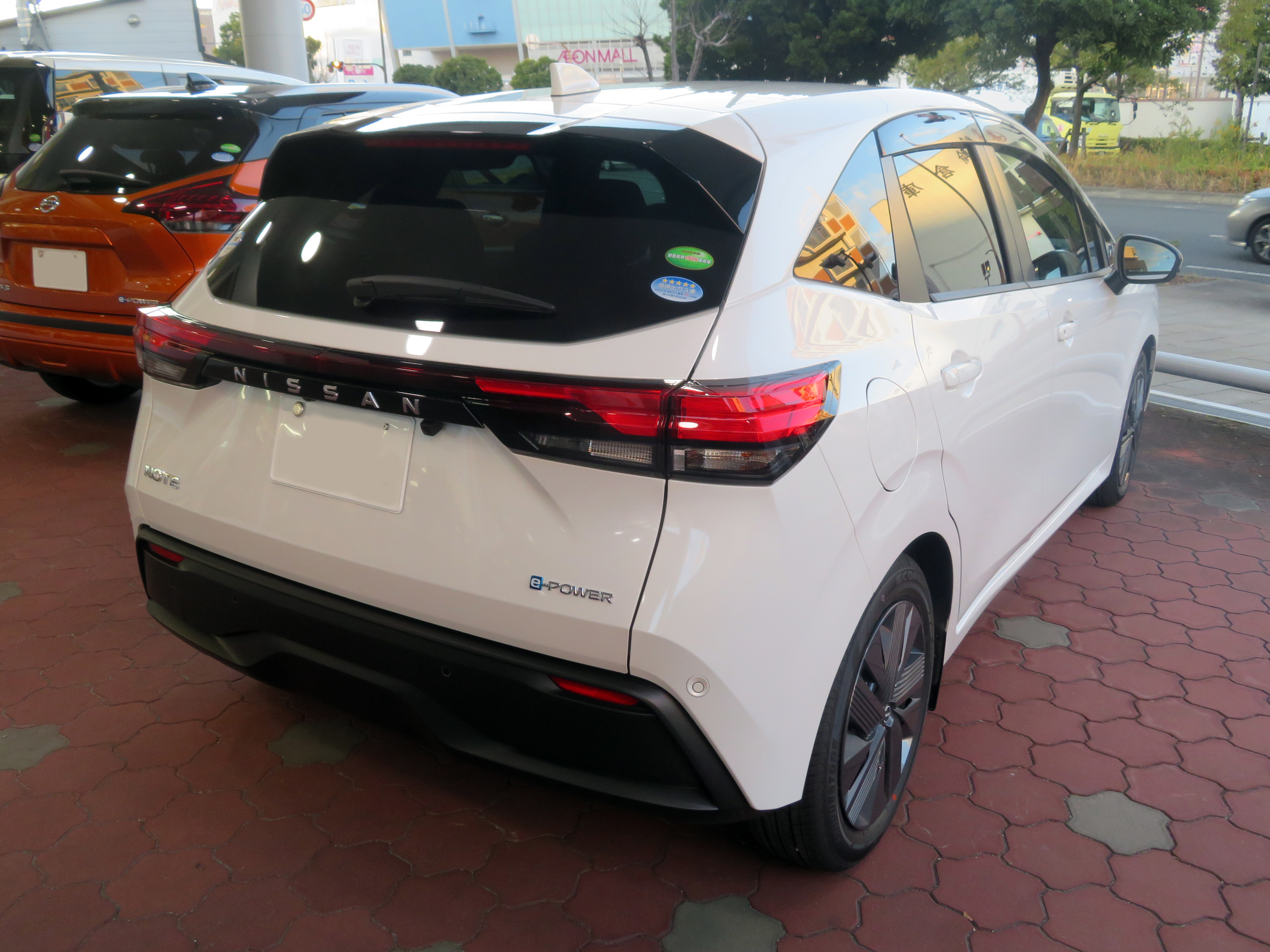
車尾
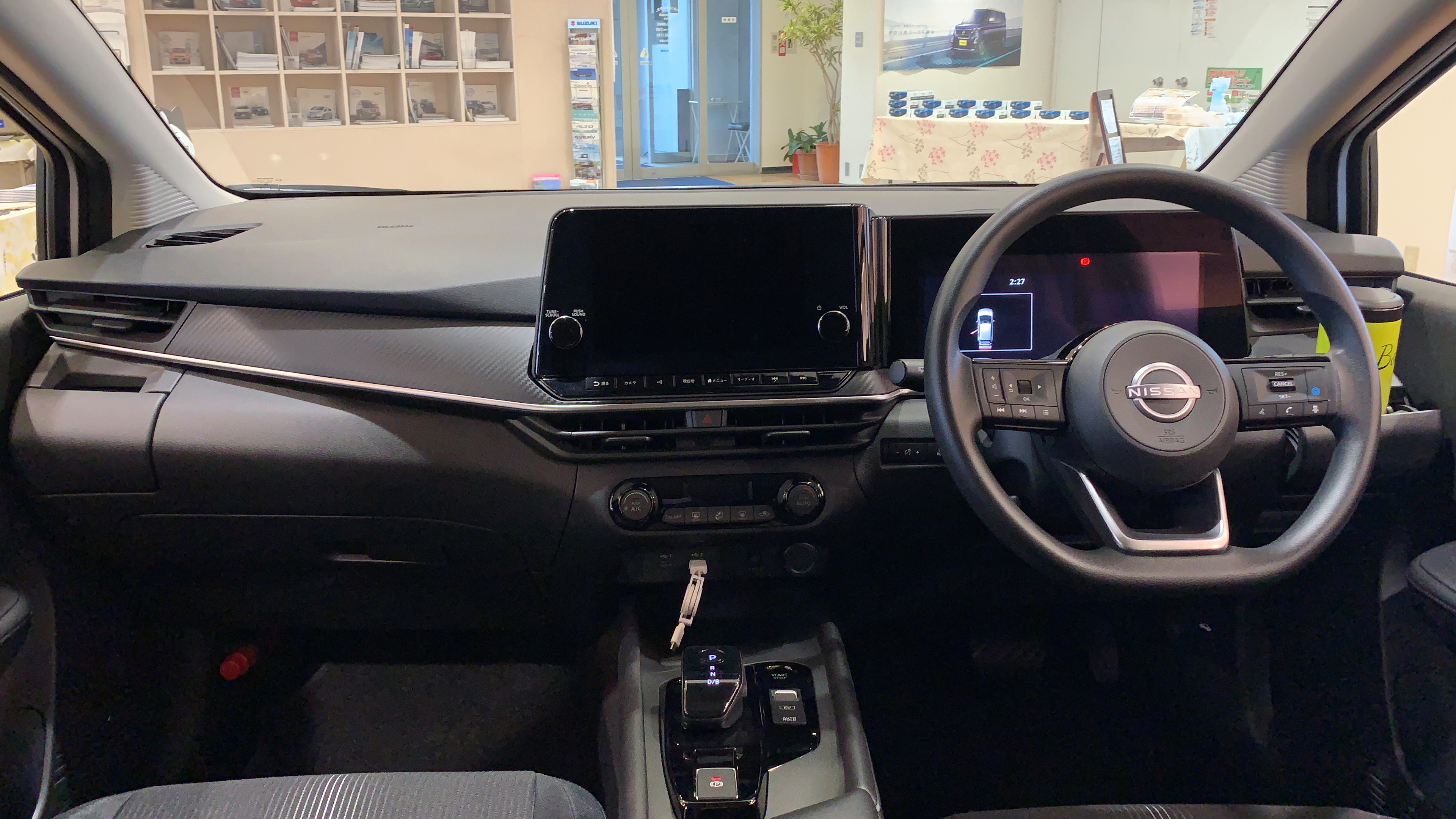
內裝

## 外部連結
- 官方网站
- 日產 Note 香港網頁